# Мария Олеговна (княгиня ярославская)
Мария Олеговна (? — 1279) — княгиня ярославская, жена удельного князя ярославского Всеволода Константиновича.

## Биография
Из Ольговичей, дочь курского князя Олега Святославича. В 1227/8 году вышла замуж за ярославского и переяславского князя Всеволода Константиновича (по записям в Лаврентьевской летописи брак состоялся 1227 году, а в Троицкой летописи это событие датируется 1228 годом). Этот брак завершил войну за черниговский престол. Уже в конце 1228 года с мужем покинули Переяславль и перебралась в Ярославль.
Во время монгольского нашествия на Северную Русь уцелела и спасла детей, но её муж погиб в Битве на реке Сити в 1238 году. Приложила значительные усилия по сохранению Ярославского княжества за своими сыновьями. Фактически правила княжеством до взросления князя Василия Всеволодовича.
Своих сыновей она пережила. В 1257 году стала править совместно с Марией, дочерью Василия Всеволодовича попросив хана Джанибека прислать своего наместника. Однако в 1262 году восставшие ярославцы убили наместника. В 1263 году женила Марию Васильевну на Фёдоре Ростиславиче. Умерла в 1279 году в Ярославле.

## Семья
- Василий (ум. 1249 Владимир) — 2-й удельный князь Ярославский (1238 — 1249);

- Константин (ум. 1255 или 1257 Тугова гора) — 3-й удельный князь Ярославский 1249 — 1255 или 1257, детей не оставил.